# 前元利彦
前元 利彦（まえもと としひこ）は、日本の半導体工学・電気工学者。大阪工業大学工学部電気電子システム工学科教授、ナノ材料マイクロデバイス研究センター長。博士（工学）。日本学術振興会産学協力委員会R031ハイブリッド量子ナノ技術委員会委員。元IEEE Kansai Chapter Electron Devices Society(EDS)部門役員。大阪産業技術研究所・大阪商工会議所との共同推進機関OIT-P（Osaka Industrial Technology Platform; 地域産業技術プラットフォーム）のメンバー。
専門は、半導体工学・半導体デバイス工学、ナノマテリアル・半導体材料工学（化合物半導体、酸化物半導体等）。

## 経歴
1990年大阪工業大学工学部電気工学科卒業。1995年同大学大学院工学研究科電気電子工学専攻博士課程修了、博士（工学）。同大学講師を経て、2001年同大学短期大学部電気工学科助教授。同大学工学部電気電子システム工学科助教授、准教授を経て、2016年より同学科教授。2024年現在、同大学ナノ材料マイクロデバイス研究センター長も務める。
主な所属学会は、IEEE、アメリカ物理学会(APS)、応用物理学会、日本表面真空学会など。主な受賞は、電気学会電子情報システム部門技術委員会奨励賞(2021)、日本赤外線学会第8回論文賞(2022)。主な著書は、ZnO系の最新技術と応用〜第5章酸化亜鉛系トランジスタとその応用（共著、シーエムシー出版2007、学術書）。

## 主な研究
- 酸化物半導体による人体に安全なフレキシブルダイオードの開発とレクテナ回路応用
- 半導体ナノワイヤ3分岐接合デバイスの非線形メカニズムの解明と制御 - 北海道大学量子集積エレクトロニクス研究センターとの共同研究
- GaSb/InAsヘテロ接合に1.55umを用いたテラヘルツ波の放射素子の開発 - 大阪大学レーザー科学研究所との共同研究[4]
- ナノスケール多孔質モスアイ構造を有する酸化バナジウム薄膜の結晶性及び光学特性評価
- 形状自在なフレキシブルセンサーデバイスおよび微弱な信号から電力を得るエナジーハーベスティングデバイスの開発[5]

主な国際会議での発表は、
- 33rd International Microprocesses and Nanotechnology Conference (MNC2020):「Structural Analysis and Characterization of Bilayer AZO Thin Film Transistor by SolutionProcess」
- PRiME 2020(ハワイ):「Nonuniform Carrier Heating Induced Nonlinear Electron Transport Properties in Asymmetrically Necked InAs Mesa Structures」